# Campo Largo (kommunhuvudort)
Campo Largo är en kommunhuvudort i Argentina.   Den ligger i provinsen Chaco, i den norra delen av landet, 900 km norr om huvudstaden Buenos Aires. Campo Largo ligger 106 meter över havet och antalet invånare är 10 743.
Terrängen runt Campo Largo är mycket platt. Campo Largo är det största samhället i trakten.
Trakten runt Campo Largo består till största delen av jordbruksmark. Runt Campo Largo är det glesbefolkat, med 11 invånare per kvadratkilometer.